# シッキム革命戦線
シッキム革命戦線（シッキムかくめいせんせん、Sikkim Krantikari Morcha）は、インドの政党。地方政党の1つとして位置づけられ、シッキム州で活動している。略称は「SKM」。

## 概要
2013年2月4日、シッキム州西部のソレン（Soreng）で結成された政党である。創設時点での総裁はバールティ・シャルマ（Sharma, Bharti）で、シッキムでは史上初の女性政党党首とされる。しかし、すでにこの時から、実際に党で最大の指導力を保持している人物は、P.S.ゴレイ（P.S.Golay. これは通称で、本名はPrem Singh Tamang）と見られていた。
ゴレイは現・州首相のパワン・クマール・チャムリン率いるシッキム民主戦線（SDF）に所属し、同党が政権を獲得した1994年から州閣僚を務めていたほどのSDF重鎮であった。しかしゴレイは、長期政権を維持するチャムリンへの批判・反対を2009年末から開始していた。実際に、SKMは反SDFを強く標榜している。2013年9月、ゴレイはSDFを正式に離党してSKMに加入し、まもなくシャルマから総裁の座を引き継いだ。
2014年4月12日に実施されたシッキム州議会選挙と2014年連邦下院選挙（シッキム選挙区）において、SKMは全ての選挙区に候補者を擁立、SDFとの事実上の一騎討ちを展開した。どちらの選挙でもSDFに敗北したが、シッキム州議会選挙では州都ガントクを中心に10選挙区で勝利、ゴレイも当選している。これによりSKMは州議会内第2位の地位を獲得し、2009年以来のSDFによる州議会32議席独占も破った。2019年連邦下院選挙においては、初の1議席を獲得し、国政に参加することとなる。

## 注
1. ↑  Himalayan Mirror, February 5, 2013, p.1.（pdfファイル）
2. ↑  Golay says bye to SDF, finallyThe Telegraph、2013年9月4日（2014年3月17日閲覧）
3. ↑  SDF sweeps Sikkim pollsBusiness Standard、2014年5月17日（2014年5月17日閲覧）

## 参考
- 公式サイト：http://www.sikkimkrantikarimorcha.com/
- フェイスブックページ：https://www.facebook.com/skmonline